# Французы
Францу́зы (фр. les Français) — романоязычный западноевропейский народ смешанного галло-романо-германского этногенеза, основное население Франции. В противовес этническому принципу, французская конституция определяет французов как политическую нацию, без учёта происхождения её граждан. Некоторые меньшинства Франции, такие как бретонцы, корсиканцы, провансальцы или эльзасцы сами отделяют свою национальную идентичность от этнически французской. Нередки случаи многоуровневой идентичности.

## Терминология
Принадлежность к нации имеет во Франции смысл, существенно отличающийся от русского. Специалист по иммиграции во Франции Патрик Вейль объясняет это различие историческими причинами.
С одной стороны, понятие принадлежности к стране (гражданство, подданство) может основываться на кровном родстве. Это понятие органически вытекает из определения «страны — нации», определившей политическое деление Европы в XIX веке. Впервые правило было сформулировано во Франции, в 1803 году, в гражданском кодексе Наполеона I. Впоследствии это правило было принято большинством европейских стран, в том числе Россией (1964 год).
С другой стороны, принадлежность к стране может основываться на месте рождения. В силу ряда причин, в 1889 году Франция принимает закон, согласно которому любой человек, рождённый на французской территории, может претендовать на французское гражданство по достижении совершеннолетия. При этом сохранялось и старое правило: ребёнок двух французских граждан автоматически становился французом, вне зависимости от места рождения.
Третья возможность получения гражданства — принятие его спустя некоторое время проживания в стране — появилось во Франции в 1927 году, вследствие большого потока иммигрантов, в том числе первой волны русской эмиграции.
Таким образом, принципы получения французского гражданства существенно отличаются от принятых в России.
В 1991 году Конституционный совет Франции счёл формулировку «Корсиканский народ» (в контексте «корсиканский народ — составная часть французского народа») неконституционной, указав на неделимость «французского народа» на различные категории.

## Этногенез и развитие

### Современные мифы об античных предках

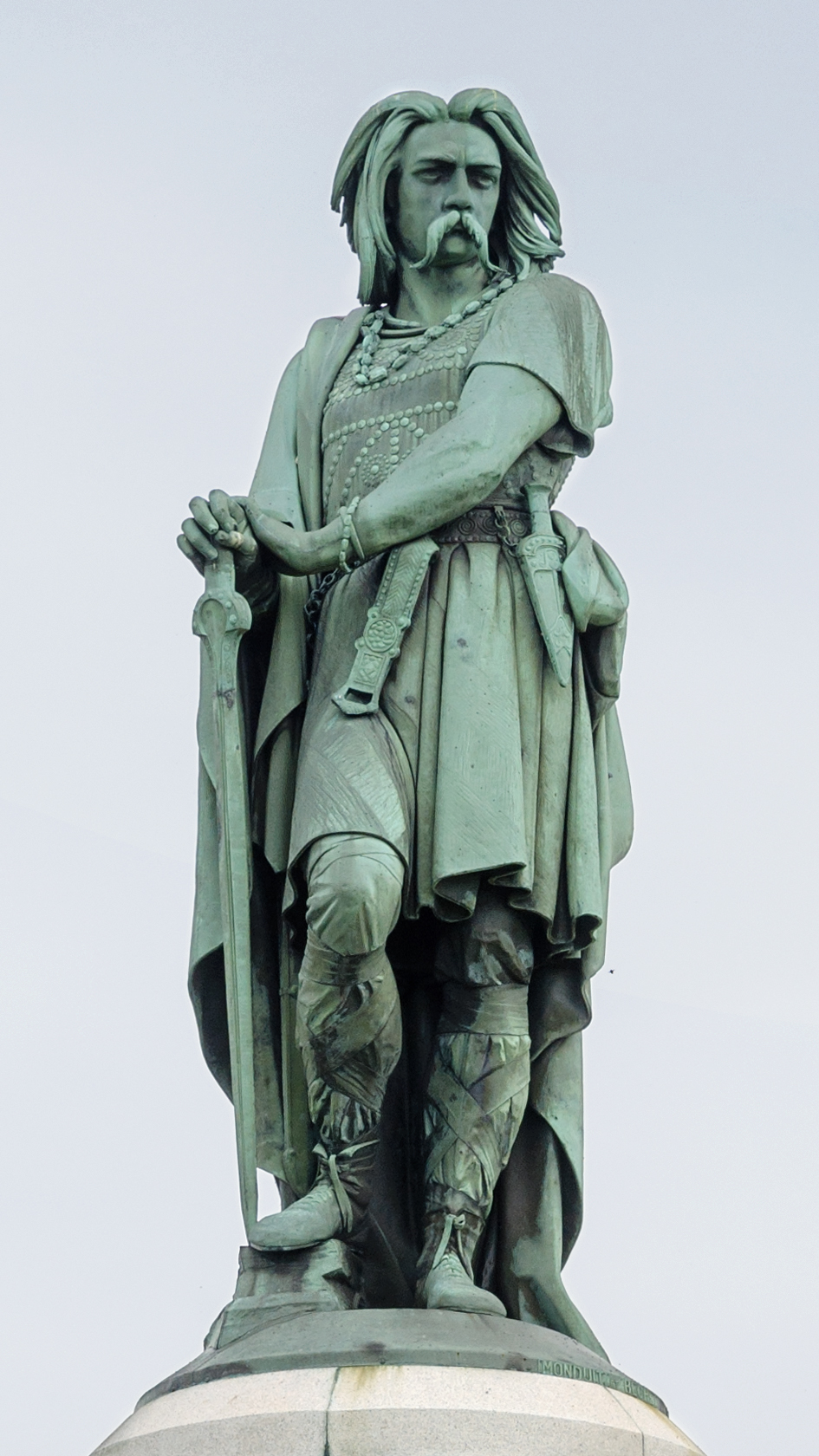
Памятник Верцингеторигу в Ализ-Сент-Рен

Французский национальный миф начинается с кельтов (галлов) — наиболее западной индоевропейской группы, рано отделившейся от праиндоевропейцев и создавшей самобытную культуру за несколько веков до завоевания Цезарем. К наиболее могущественным племенам относились арверны (в гористой местности современной Оверни) и эдуи (между Соной и Луарой). Индоевропейские кельты вытеснили на юг более древнее население (к примеру, неолитических лигуров), лишь одна из ветвей иберов — аквитаны сохранились в небольшом количестве в западной части Пиренеев. Название исторической местности Гасконь напоминает о старом ареале басков, которые, однако, в отличие от Испании не сохранили здесь особый национальный статус.
После римского завоевания преимущественная часть кельтской знати ассимилировалась, а простолюдины слились с римлянами в период Поздней Античности в галлороманов — смешанное, наполовину романизированное население. Они имели римские гражданские права и до IV века приняли христианство. Предводитель галлов в войне против римлян Верцингеториг долгое время считался кельтским варваром и был возрождён в памяти лишь в эпоху романтизма (XIX век). В период правления Наполеона III легендарному кельтскому князю был воздвигнут памятник, а его гордая капитуляция перед Цезарем была возвышена до уровня национального мифа (особенно, после капитуляции Франции во франко-прусской войне 1870—1871 годов).

### Смешения эпохи Великого переселения народов

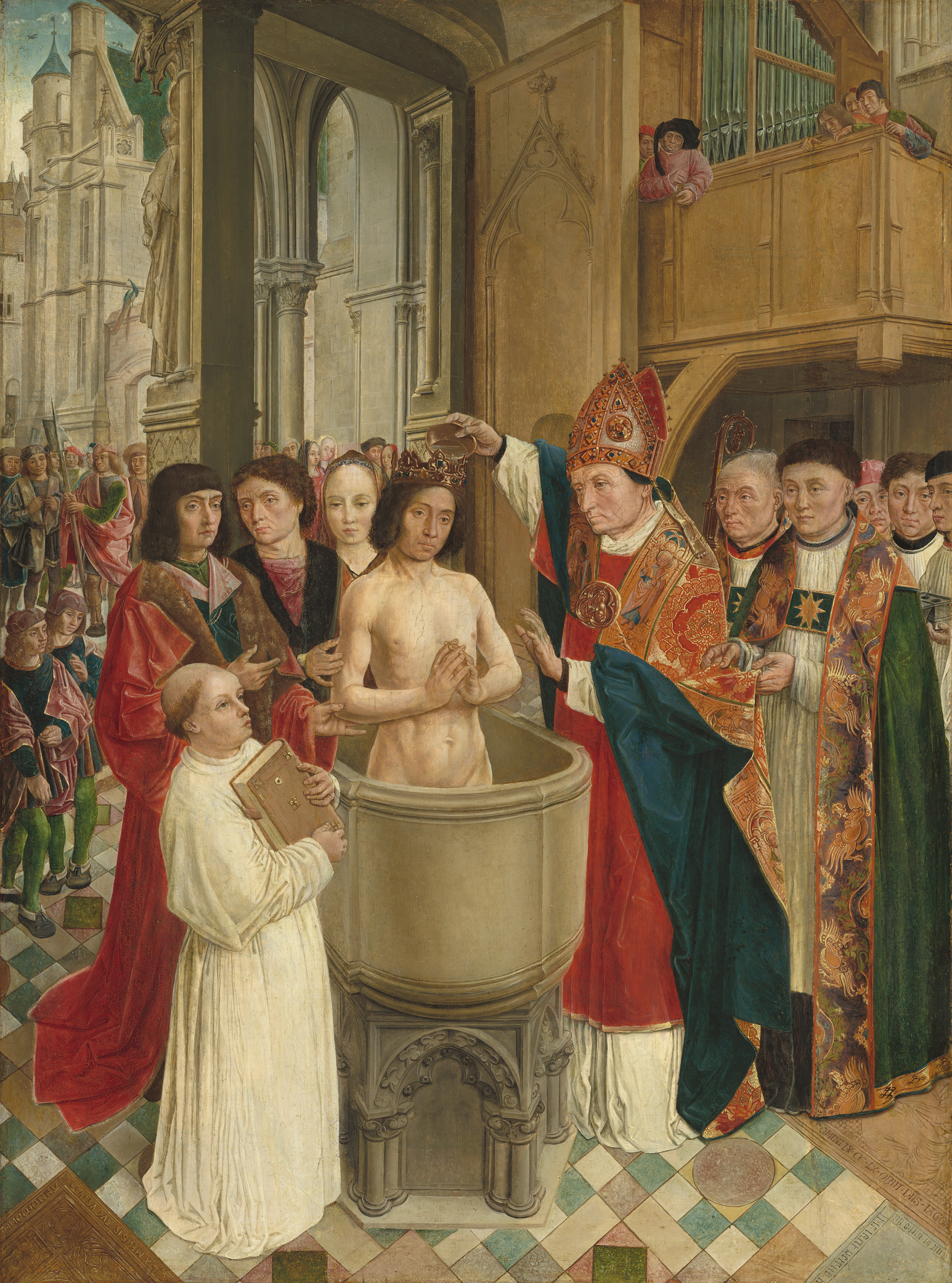
Крещение Хлодвига I (500 год)

В ходе Великого переселения народов христианизированное галлороманское население было потеснено на юго-востоке бургундами, на юго-западе вестготами и в конечном итоге было подчинено салическими франками. Победа франков над алеманами в битве при Толбиаке позже преподносилась[кем?] как начало французской истории. Несколько сотен тысяч языческих франков, составлявших высший слой общества, правили над католическим большинством галлороманов, насчитывавших 6—10 миллионов человек. После крещения короля франков Хлодвига I его соплеменники постепенно смешались с местной знатью. К германским народам эпохи Великого переселения в X веке добавились норманны. Способность галлороманского культурного большинства ассимилировать пришельцев в данном случае проявилась ярче всего: в течение всего нескольких поколений норманны стали полными франкофонами, завоевав впоследствии Англию и юг Италии. В отличие от них, переселившиеся с Британских островов в V веке кельтские бретонцы сохранили свою культурную идентичность до наших дней.
В ходе образования могущественного Франкского государства в период правления Карла Великого галлороманская культура получила космополитический оттенок. После разделения государства в 843 году единство галлороманской нации проявилось в появлении нового языка. Тогда как в Восточно-Франкском королевстве (будущей Германии) доминировал германский язык, в Западно-Франкском королевстве (будущей Франции) доминировал галлороманский. До X века как со стороны западнофранкских каролингов, так и со стороны восточнофранкских правителей по крайней мере теоретически сохранялась идея единства Франкской империи. Поэтому появление первого французского государства большинством историков датируется 987 годом, начиная с коронации Гуго Капета.

## Религия, культура, искусство

### Религия
Большинство французов — христиане-католики (37 процентов) или атеисты, а также малый процент людей других конфессий(иудаисты, буддисты, индуисты). Христианство пришло во Францию еще во II веке нашей эры и в будущем страна начнет взаимодействовать с христианским миром, ведя культурные и политические связи с Папой Римским и в Средние Века участвуя в крестовых походах. На территории Франции расположено множество католических соборов и храмов, главный из которых — это Нотр-Дам де Пари.
В начале Нового время, во времена рассвета Реформации во Франции появились протестанты, именуемые гугенотами. Главным французским религиозным течением Реформации стал кальвинизм во главе с Жаном Кальвином. Из-за различных конфликтов на религиозной почве и недопониманий со стороны власти(короли Франции были закоренелыми католиками) происходили гонения и религиозные войны, апофеозом чего стала Варфоломеевская ночь, устроенная королевой Екатериной Медичи и Гизами, а по всей Франции начались массовые погромы, в результате которых было убито 30 тысяч гугенотов.

### Культура и Искусство
На территории Франции родилось огромное количество великих людей в области искусств, а французская культура повлияла на европейскую и в частности на русскую литературу, живопись, архитектуру и кино.
Известными представителями французской культуры являются: писатели Бальзак, Вольтер, Мольер, Мопассан, Дюма, Гюго, Мериме; художники Мане, Делякруа, Моне, Гоген, Сезанн; философы Руссо, Дидро, Сартр; кинорежиссеры Мальес, Жан-Люк Годар, Ален Рене, Люк Бессон; музыканты и композиторы Бизе, Камиль Сен-Санс, Александр Деспла, певцы Джонни Холлидей, Патрисия Каас, Эдит Пиаф.

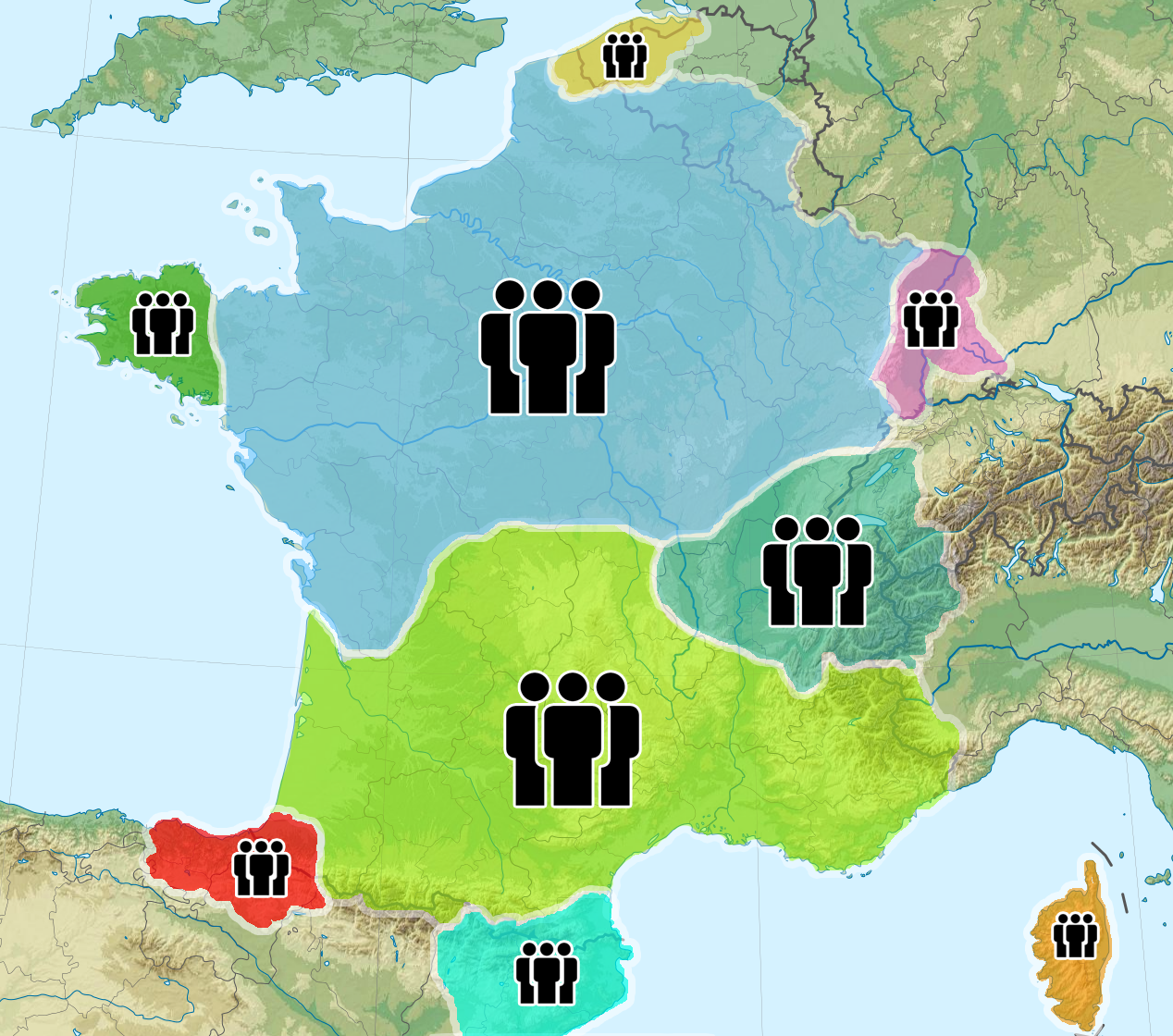
Карта, показывающая этнолингвистические группы в Метрополии Франции:
Алеманнский диалект
Франкопровансальский язык
Баски
Бретонцы
Каталонцы
Корсиканцы
Фламандцы
Окситанский язык
Языки ойль

## Язык
Главный язык — французский.
Франкоязычные меньшинства других стран (например, валлоны в Бельгии или швейцарцы) французами не являются.

## Галерея

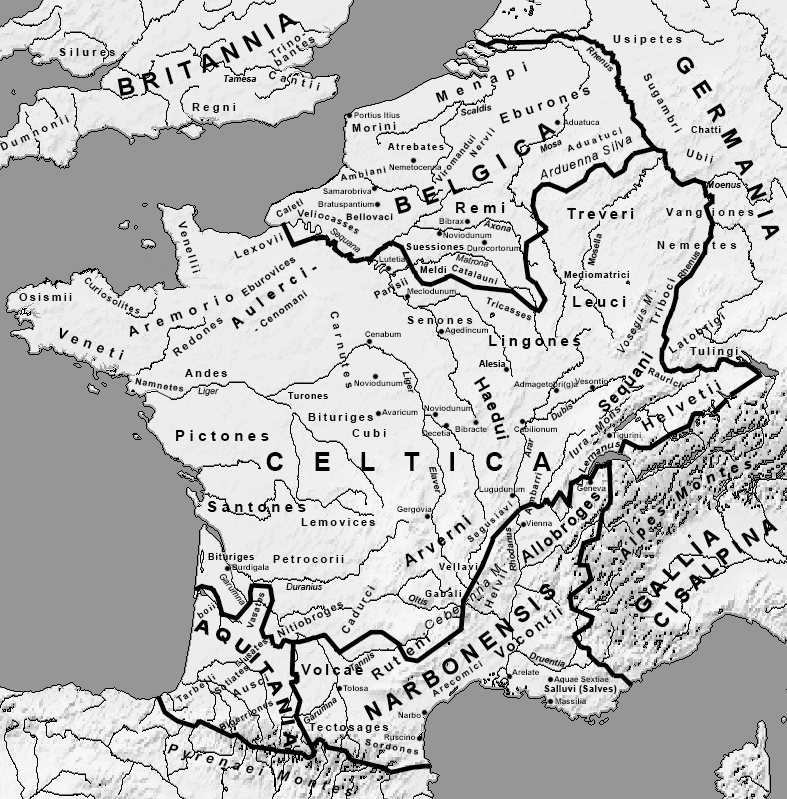
Карта Галлии до полного римского завоевания (около 58 н. э.) и его пять основных регионов: Кельтика, Белгика, Цизальпийская Галлия, Нарбонская Галлия и Аквитания.
Людовик XIV, известный как «король-солнце»
Картина Эжена Делакруа Свобода, ведущая народ
Герб Великобритании имеет два французских девиза: «Бог и моё право» и «Пусть ему будет стыдно, кто плохо о нём думает».
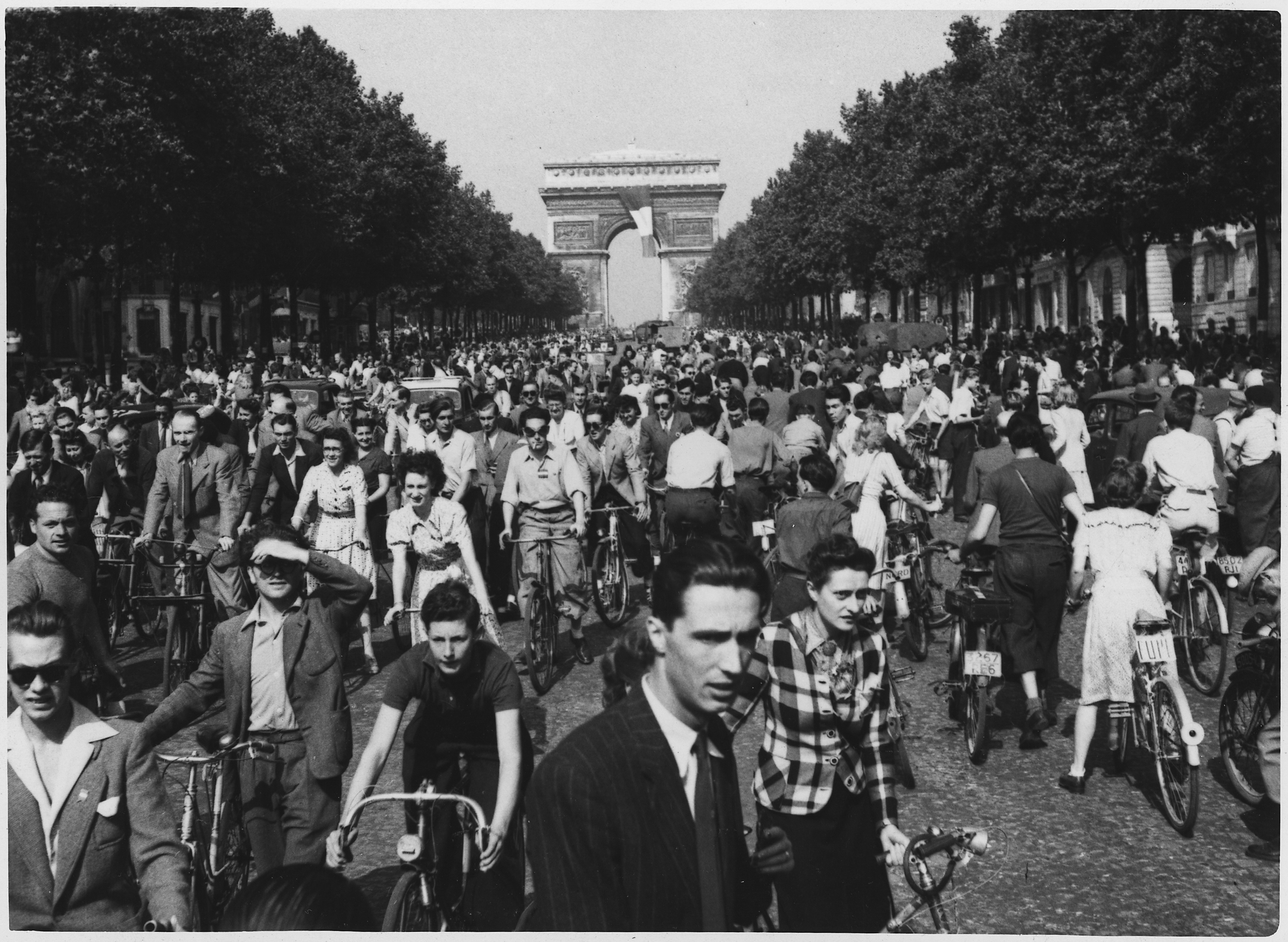
Французы в Париже, август 1944 г.
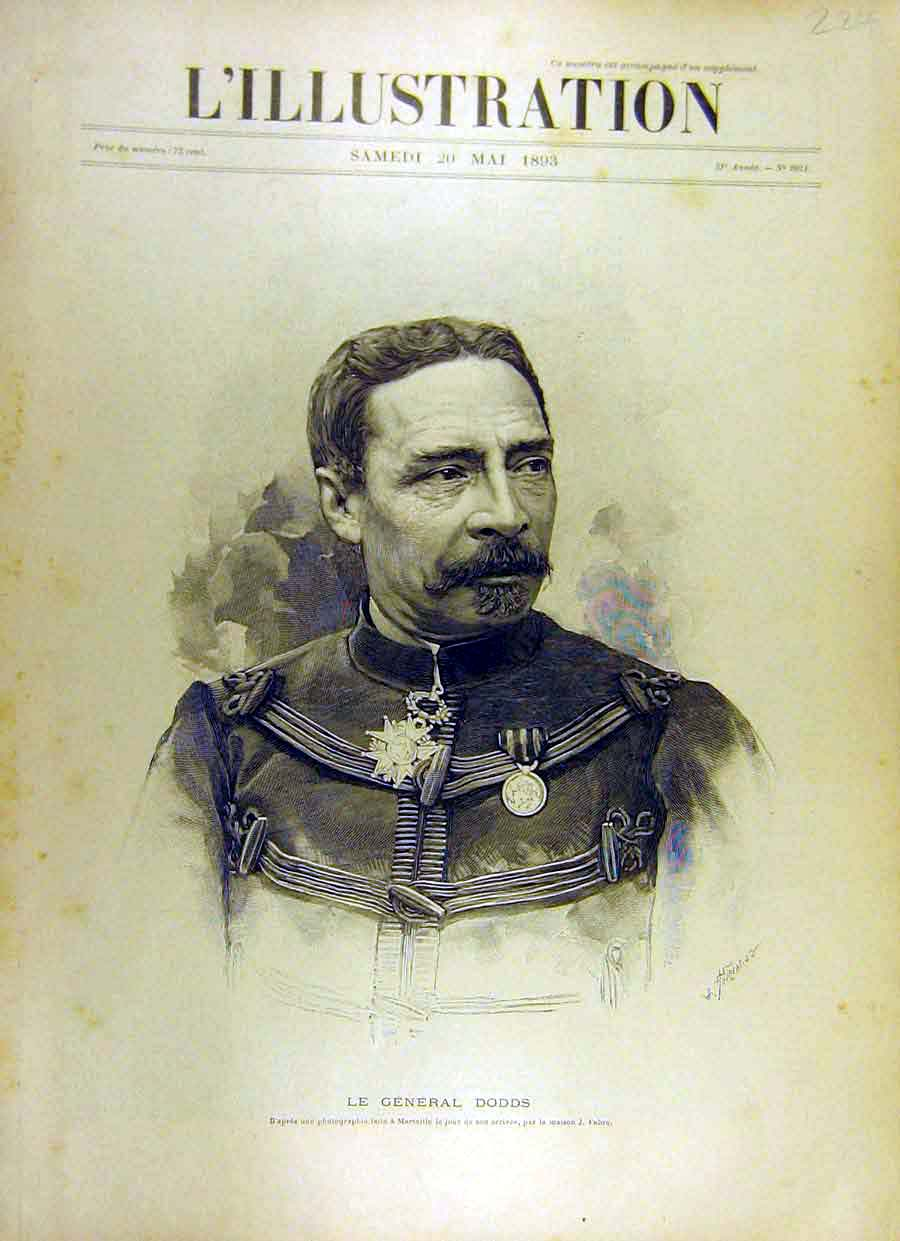
Альфред Амеде Доддс, французский генерал и колониальный администратор смешанной расы, родившийся в Сенегале
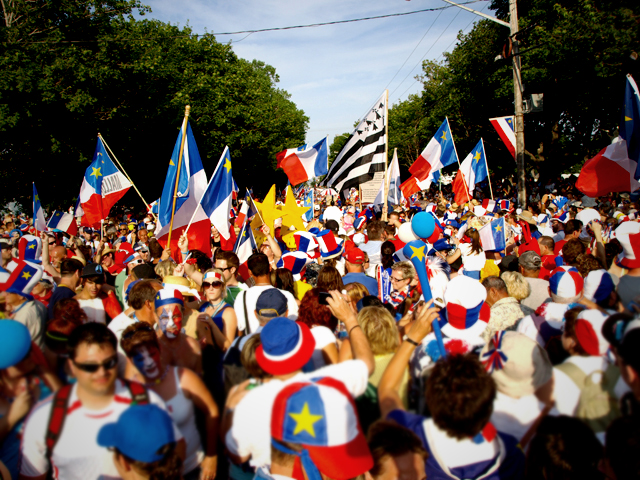
Акадийцы празднуют Тинтамарре и Национальный Акадийский День в Каракете, Нью-Брансуик.
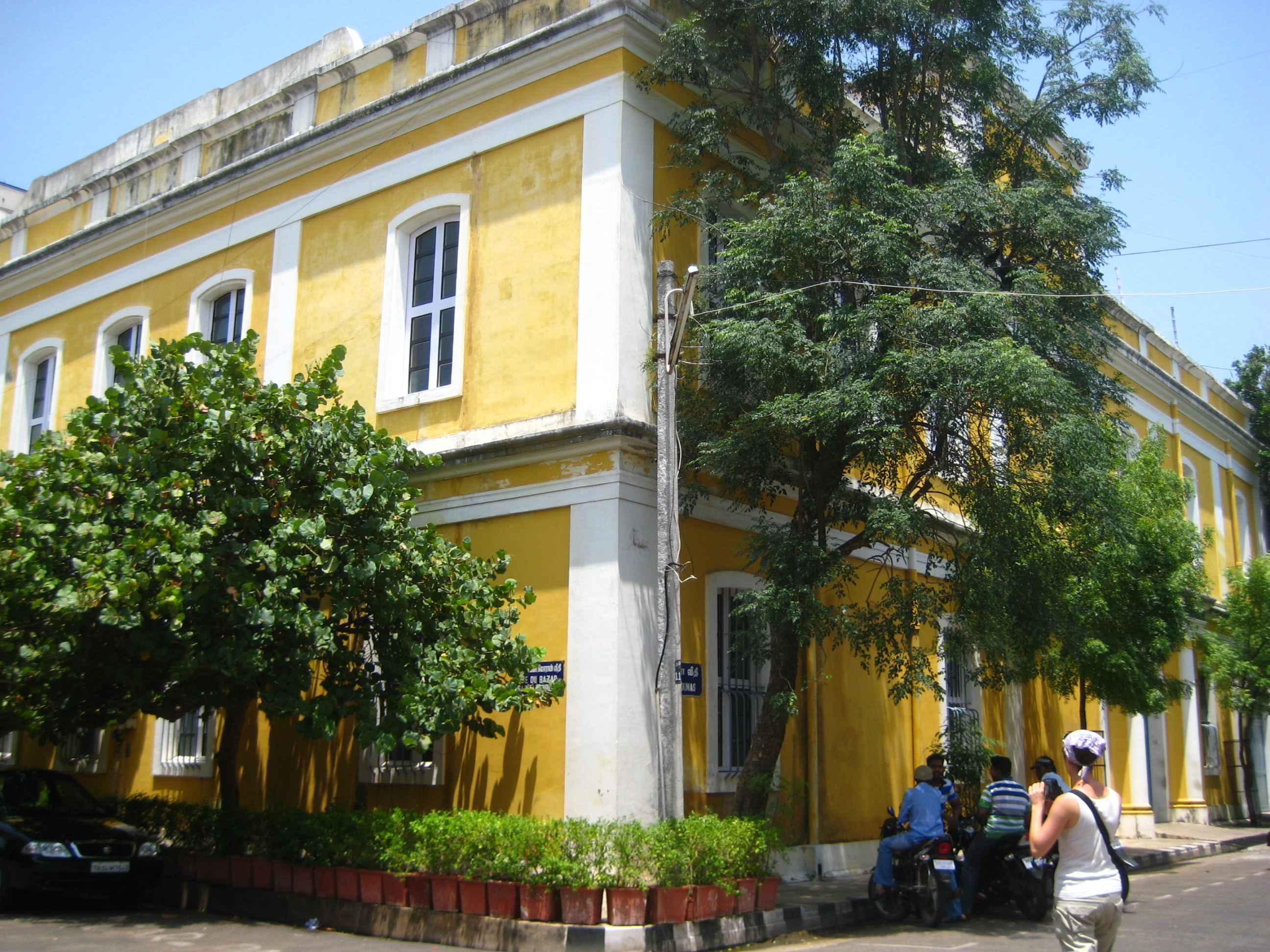
Здание Французского института Дальнего Востока в Пондичерри
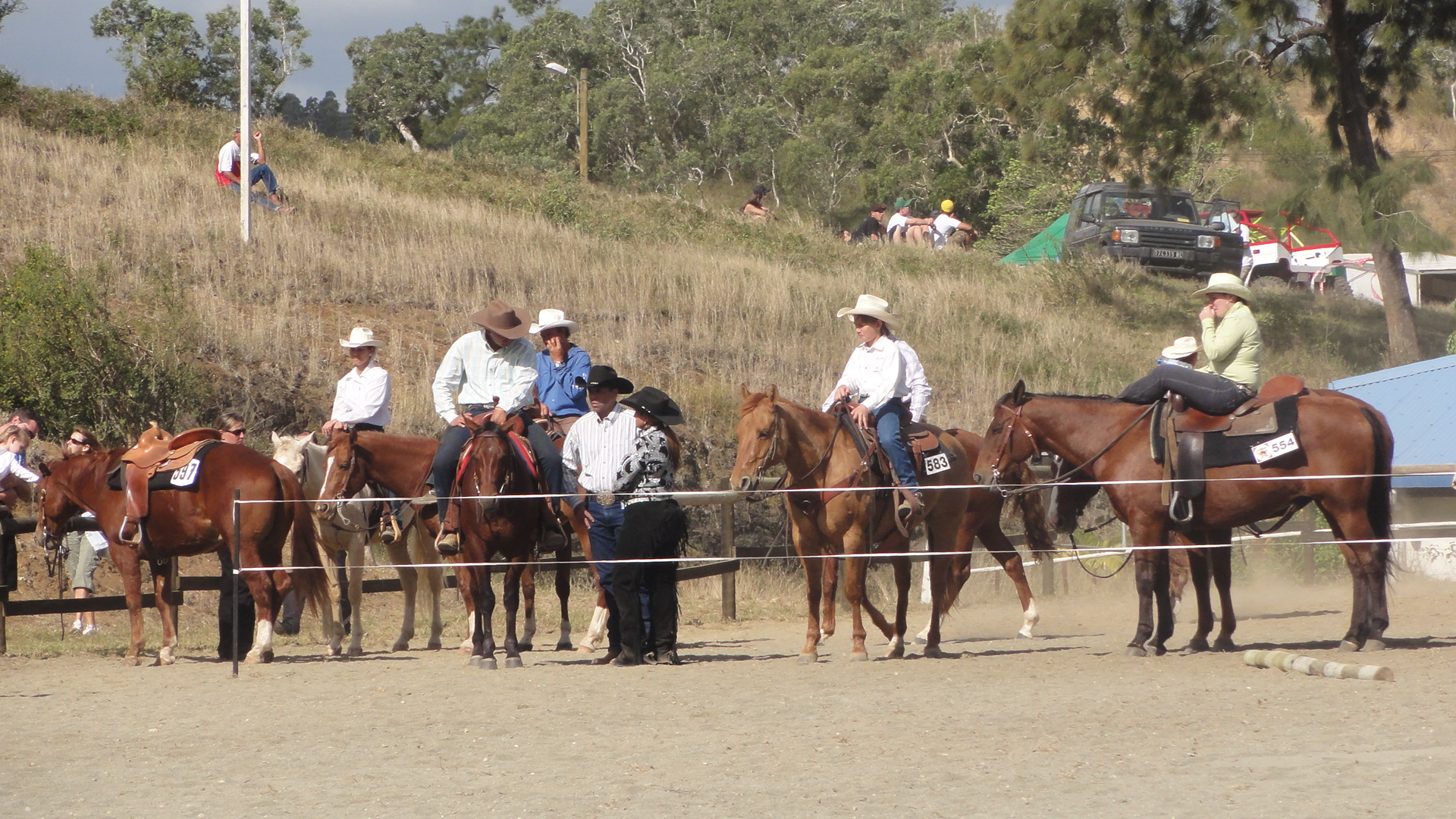
Французы, рожденные в Новой Каледонии

## Исторические цитаты
Княгиня М. К. Тенишева:

…французы редко переходят границы в выражении восторга